# Тібор Вішньовський
Тібор Вішньовський (словац. Tibor Višňovský; 20 жовтня 1974, м. Топольчани, ЧССР) — словацький хокеїст, правий нападник. 
Виступав за ХК «Топольчани», ХК «36 Скаліца», «Слован» (Братислава), «Дукла» (Тренчин), МХК «Мартін», ХК 36 Скаліца.
У складі національної збірної Словаччини провів 4 матчі (1 гол).
Брат: Любомір Вішньовський.